# خضرة طاهر عكي
خضرة طاهر عكي (بالصومالية: Khadra Daahir Cige)‏، كانت مغنية وممثلة صومالية، ولدت عام 1957 في هرجيسا، وتوفيت في يونيو 2022 في هرجيسا عن عمر يناهز 65 عامًا. كانت خضرة واحدة من أشهر النجمات الصوماليات خلال السبعينيات والثمانينيات من القرن الماضي.

## سيرة ذاتية
ولدت خضرة عام 1957 في هرجيسا، المركز الإداري لمدينة أرض الصومال البريطانية.
خلال سنوات الدراسة كانت خضرة لاعبة كرة سلة تنافس في البطولات الوطنية.
ظهرت خضرة لأول مرة في عام 1974 عن عمر يناهز 17 عامًا كعضو في فرقة الرقص Dabjecayl kari waa من فرقة الموسيقى الصومالية وابيري. وفقًا لما تتذكره خضرة، أصبح الصوماليون خلال عقد السبعينيات أكثر تسامحًا مع النساء اللائي يخترن الغناء فبدأت تكتسب شعبية. أصبحت خضرة واحدة من أشهر النجمات الصوماليات في السبعينيات والثمانينيات.
اعتزلت خضرة العمل كمغنية عام 2002.
بعد ذلك، عاشت خضرة في حرغيسة، لكنها سافرت أحيانًا إلى الخارج لرؤية أطفالها.
تم اختيار خضرة في المرتبة التاسعة من بين 15 فنانًا من بين "160 صوماليًا عظيمًا" الذين اختارهم موقع أرض الصومال الإخباري بربرة نيوز في فبراير 2012.
في 25 يونيو 2022، توفيت خضرة بالالتهاب الرئوي أو اللوكيميا، في المستشفى الدولي في هرجيسا عن عمر يناهز 65 عامًا.
بعد وفاتها أرسل الرئيس الصومالي، حسن شيخ محمود، تعازيه لأهالي خضرة وأقاربها وأقرانها من الفنانين في البلاد. وأفرد في بيان مقتضب، نشرته صفحة الرئاسة الصومالية على "فيسبوك"، عن الفنانة الراحلة "لعبت [خضرة] دوراً كبيراً في رفع مكانة الفن الصومالي والأغاني الوطنية".

## موسيقاها
إلى جانب مسيرتها الغنائية التي اكتسحتها لغنائها لأول مرة عام 1974، كانت لخضرة مسيرة تمثيلية بانضمامها إلى فرق التمثيل المسرحي الروائي على خشبة المسرح الوطني الصومالي.
كتب العديد من أغاني خضرة الشاعر حسن عبد الله (حسن جناي) ومنها:
- لا توجد كلمات بدون حب (Afka lagama sheegto adigoon jeceyl arag) - واحدة من أشهر أغانيها.
- يبعل 1975. كلمات زاسان جاني. [5]